# 모래그릇
《모래그릇》(砂の器)은 마쓰모토 세이초의 장편 추리 소설이다. 1960년 5월 17일부터 1961년 4월 20일까지 《요미우리 신문》 석간에 연재됐으며, 같은 해 12월에 고분샤에서 출판됐다.
1974년 영화화 됐으며, 드라마로도 5번 만들어졌다.

## 드라마

### 1977년판
후지 TV계열에서 1977년 10월 1일부터 같은 해 11월 5일까지방송됐다. 총6화

### 출연
- 나카다이 타츠야
- 타무라 마사카즈
- 오자와 에이타로

### 2004년판
TBS 계열에서 2004년 1월 18일부터 같은 해 3월 28일까지 〈일요극장〉 시간대에 방송됐다. 총11화이며, 평균시청률 19.6%, 최고시청률 26.3%(1화)를 기록했다.

### 출연
- 나카이 마사히로
- 마쓰유키 야스코
- 다케다 신지
- 나가이 마사루
- 쿄노 코토미
- 오카다 요시노리
- 모리구치 요코
- 하라다 요시오
- 와타나베 겐

### 음악
주제가
- 〈야사시 키스오 시테〉 DREAMS COME TRUE

| TBS 일요극장                              | TBS 일요극장 | TBS 일요극장                          |
| 이전 작품                                 | 작품명       | 다음 작품                             |
| ----------------------------------------- | ------------ | ------------------------------------- |
| 막내장남 누나셋 (2003.10.12 - 2003.12.21) | 모래그릇     | 오렌지 데이즈 (2004.4.11 - 2004.6.20) |